# Cine de explotación

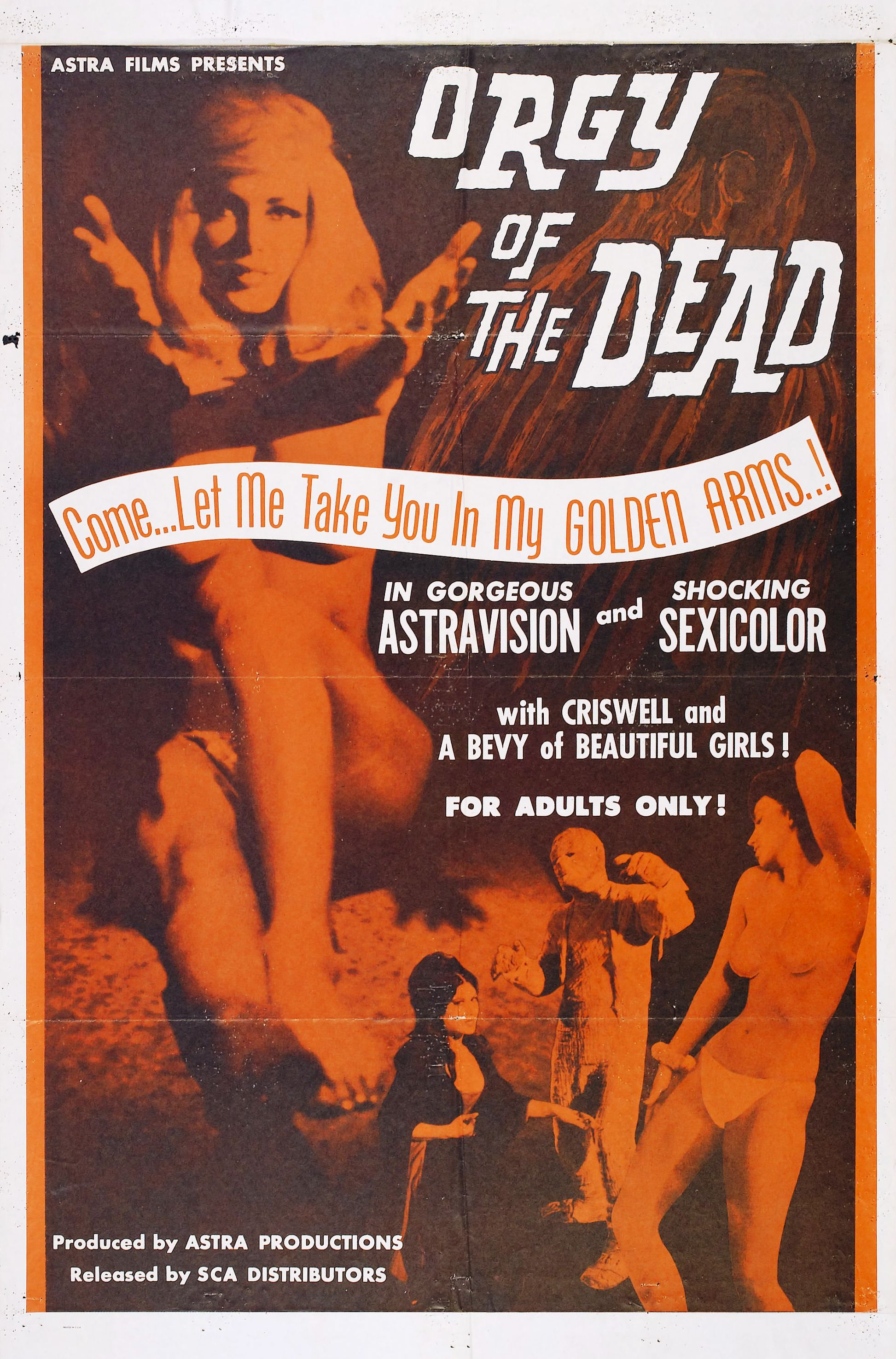
Cartel promocional de Orgy of the Dead (1965).

El cine de explotación o cine exploitation (inglés: Exploitation film) es una categoría cinematográfica en la que se agrupan las películas cuya temática aborda temas o detalles de interés lascivo, propios de la ficción de explotación, género de la ficción que basa su atractivo en los temas moralmente inaceptables y socialmente escandalosos como el comportamiento sexual humano, el erotismo, la violencia, el crimen, el consumo de drogas, identidades culturales o étnicas (como la raza negra, los judíos, mexicanos o turcos) o incluso un sólo personaje (Bruce Lee). El término «explotación» hace referencia a la recurrencia de un tema o corriente en un grupo de producciones cinematográficas, generalmente de bajo presupuesto, que pretenden obtener éxito comercial y colocarse dentro del culto popular con sus temáticas escabrosas, más que con su calidad estética.

## Características
El cine de explotación tiene la principal característica de retratar temas referentes a la ficción de explotación, los cuales pueden incluir: el erotismo, el sexo implícito, sexo explícito, el sexo real, el semi-desnudo, el desnudo, la homosexualidad, el transgénero, la masturbación, el BDSM, la muerte, el asesinato, la masacre, el uso recreativo de drogas, el consumo de bebidas alcohólicas, el crimen, la delincuencia juvenil, el suicidio, la guerra, la mutilación, el canibalismo, la interracialidad, la prostitución, el abuso sexual, el secuestro, el crimen organizado, el desastre, los accidentes de tráfico, la detonación de armas, el maltrato animal, el aborto inducido y el ocultismo. Sus géneros cinematográficos son variados, pero implican necesariamente un énfasis en un detalle o efecto lascivo, más que un énfasis a la trama principal como el asesinato y la masacre en el cine de género thriller o el sexo en el cine de género romántico. Algunos temas como el consumo de alcohol y tabaco, el ocultismo, la interracialidad, la homosexualidad y el transgénero han perdido revuelo social, pero fueron temas de gran escándalo en el desarrollo y auge del cine de explotación entre los años 1950 y los años 1970.
Las películas del cine de explotación suelen ser de baja-producción, por lo que su objetivo principal es obtener ganancias económicas con tramas y publicidad exagerada que atraiga público con sus temáticas morbosas. Si bien, las películas del cine de explotación suelen ser de producción pobre, distribución limitada y baja calidad, existen ejemplos que han atraído la atención de los críticos y se han colocado dentro del culto popular por su calidad estética, tal como la película Caligula (1979), película dirigida por Tinto Brass que se produjo con una gran inversión económica y que se conserva dentro del culto popular por sus imágenes controvertidas de sexo real.
La estética camp, la estética kitsch, el carácter naif y el humor negro suelen ser atributos clave de este tipo de filmes, pues eran generalmente realizados de forma experimental y bajo una distribución muy limitada. Una de las principales características de los filmes de explotación es que son realizados como una corriente, es decir, son producidos en un periodo específico de tiempo (normalmente limitado a una década), aprovechando las temáticas populares en ese momento y dirigiéndose a un mercado muy específico (Ejemplo: El cine biker aparece en la posguerra como una corriente dedicada comercialmente a atraer jóvenes masculinos con imágenes de fornidos hombres rebeldes y mujeres hermosas que viajaban en escenarios de carretera sin ley, aprovechando las subculturas nacientes de la cultura del rock y la cultura de la carretera como el rocker, el greaser, el rockabilly y el leather, subculturas que prevalecieron en la imagen popular de los años 1950 a los años 1970).
Muchas corrientes de cine de explotación corresponden a la proyección del cine internacional, pues algunas corrientes no son originarias de Estados Unidos (Italia, Australia, Inglaterra, China, Japón, Brasil, México y Alemania). Dichas películas consiguen una proyección internacional debido a su calidad estética o a su introducción al culto popular, tales como las películas del género Spaghetti Western de Italia y el cine de artes marciales de Hong Kong, que consiguieron una proyección internacional debido a que eran televisadas en distintos países en los horarios estelares de fin de semana.
La clasificación de estas películas suele ser subjetiva y variar según críticas y posiciones personales, tal como la película The Passion of the Christ (2004) que es ampliamente considerada como una película gore, pues enfatiza el sufrimiento, la tortura y la muerte del personaje principal, pero que es aclamada por un público ajeno a las corrientes del exploitation. En los ejemplos modernos del cine de explotación se encuentran películas que se catalogan como "homenajes" o "revivals", ya que son películas posteriores al periodo de auge del cine de explotación que retoman estas temáticas, detalles o estética (Ejemplo: la película Jackie Brown (1997) que se considera un revival del cine blaxploitation de la década de los 70).

## Historia
Entre los antecedentes más antiguos del cine de explotación figuran cortometrajes experimentales del cine mudo como Le Coucher de la Mariée (1896), película considerada como la primera película pornográfica que estelariza a Louise Willy, una actriz de cabaret, haciendo un striptease y teniendo relaciones sexuales con un hombre. Otro ejemplo primitivo del cine exploitation es el cortometraje Electrocuting an Elephant (1903), video que documenta la electrocución de Topsy, una elefanta asiática sentenciada al sacrificio por los dueños de un circo tras haber provocado la muerte de su entrenador. The Great Train Robbery (1903), además de ser considerada como una piedra angular en el desarrollo de las técnicas cinematográficas, basa su trama en una historia real, adornada de efectos especiales como la detonación de armas, secuencias de persecución policíaca y temáticas complementarias como el asalto y el bandolerismo.

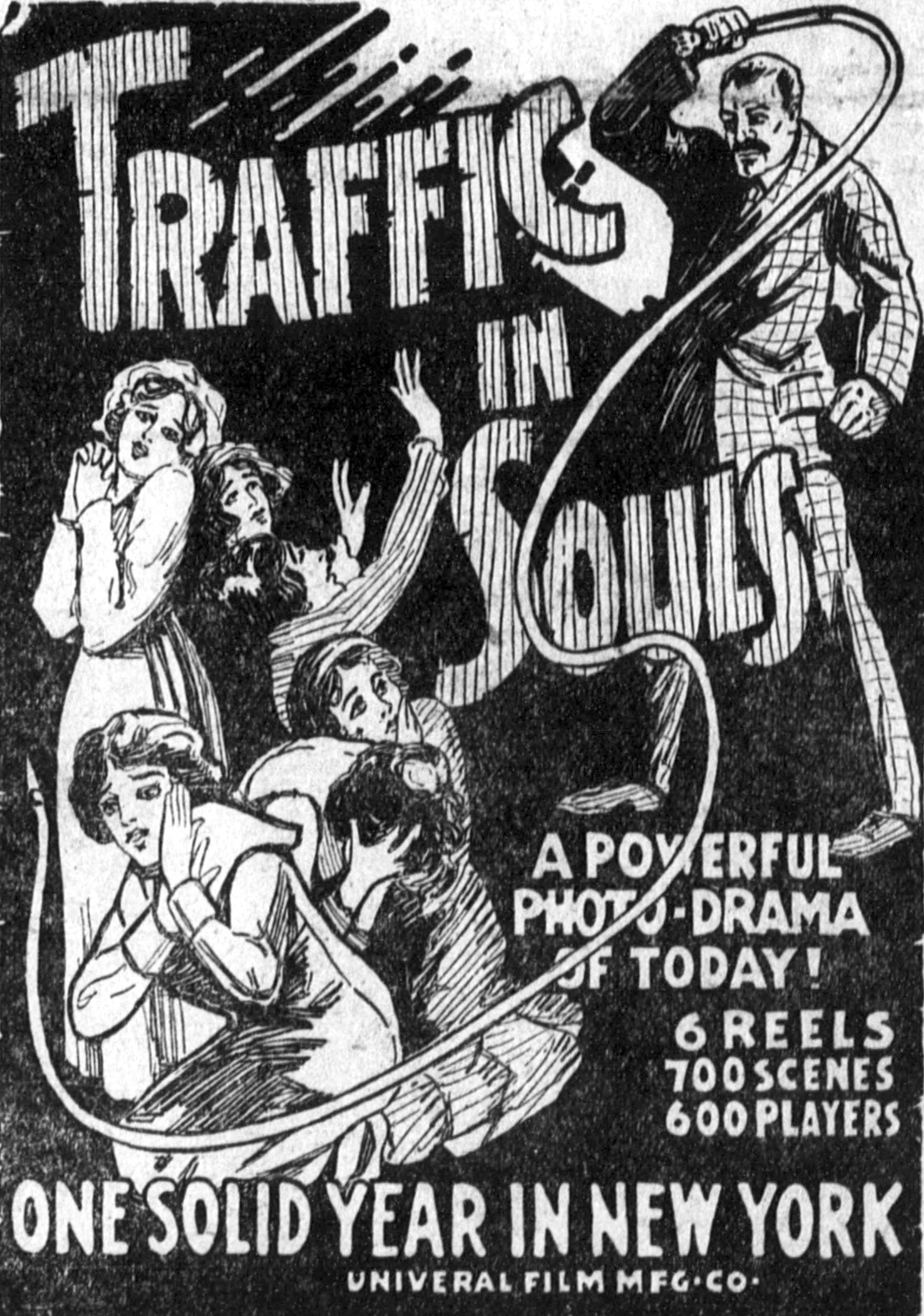
Cartel promocional de Traffic in Souls (1913).

La película Traffic in Souls (1913) es considerada como la primera película con temática de explotación, pues retrataba el controvertido tema de la trata de personas en Estados Unidos en el periodo en el que la sociedad estadounidense se enfrentaba a pánico social por el tema de la prostitución. La película causó un gran revuelo social, pues, a pesar de ser condenada por la crítica popular como un trabajo obsceno e inmoral, generó grandes ganancias económicas. A esta película siguió Where Are My Children? (1916), película de gran controversia cuya trama retrata los juicios a un doctor acusado de practicar abortos a mujeres de clases socioeconómicas altas, entre las cuales figura la esposa del investigador que lo llevó a juicio.
Durante la Primera Guerra Mundial, los brotes de sífilis mermaron los cuerpos militares de Estados Unidos, por lo que comenzó la distribución de materiales para impartir educación sexual a los miembros del ejército, a los jóvenes universitarios y a las mujeres en edad núbil. En esta corriente aparecen películas como Fit to Fight (1918), Fit to Win (1919), Damaged Goods (1919) y The End of the Road (1919), películas distribuidas por diversos comités de higiene de los Estados Unidos, las cuales prevenían sobre las fatales consecuencias de la sífilis y recomendaban la abstinencia, dando origen al cine de explotación Cautionary. Estas películas abrieron la puerta para que fueran producidas más películas con temáticas atrevidas, pues eran de poca inversión y de grandes ganancias, iniciando una corriente que se detendría hasta la estipulación de parámetros de censura en los medios audiovisuales a mediados de los años 1930.
Al periodo en el que el que los medios audiovisuales y las publicaciones impresas no estaban bajo ninguna restricción de contenido se le conoce como Pre-code Hollywood; en dicho periodo, las temáticas sexuales y criminales abordan las pantallas e intensifican la producción de cine lascivo. Las películas de explotación de este periodo eran provocativas y regularmente abordaban temas como el crimen, la prostitución, las drogas, el alcoholismo, el sexo premarital, la escena del cabaret americano y el estilo de vida gangster. Estas temáticas estaban claramente influenciadas por las historias publicadas en pulps de distribución popular, historias de romance, ciencia ficción o aventuras que se caracterizaron por su tono particular de narración y sus personajes agresivos, heroicos o aventureros. En el periodo Pre-code aparecen provocadores títulos en el cine, como Madam Satan (1930), Laughing Sinners (1931), Safe in Hell (1931), The Devil is Driving (1932), Merrily We Go to Hell (1932), Red-Headed Woman (1932), Laughter in Hell (1933), The Story of Temple Drake (1933), Female (1933) y The Road to Ruin (1934), películas con títulos que hacían referencia al vicio y al pecado y que correspondieron al periodo de recuperación económica de Estados Unidos tras la Crisis de 1929.
Derivado de la intensiva producción de cine con temáticas consideradas inmorales, se estipula el Código Hays en el año de 1934 como una medida para regular el contenido de los medios audiovisuales y los medios impresos, por lo que las películas se vuelven intensamente vigiladas por funcionarios gubernamentales que prohibían escenas consideradas como obscenas. Entre 1934 y 1962, los directores cinematográficos intervenían las escenas para burlar los parámetros del Código Hays (ejemplo: la coreografía homoerótica de Gentlemen Prefer Blondes (1953) coreografiada por Jack Cole para el segmento Ain't There Anyone Here for Love, segmento que muestra a un grupo hombres fornidos haciendo ejercicio alrededor de Jane Russell, pero que logró evadir los parámetros anti-homosexualidad del Código Hays por ubicarse alrededor de un ícono heterocéntrico como Russell). El código comienza a debilitarse a partir de la década de los 60, permitiendo la circulación parcial de filmes controvertidos como Lolita (1962), película a la que se le eliminó un segmentó para poder ser distribuida y que dejaba a la imaginación la trama propuesta por Vladimir Nabokov.[cita requerida]
A partir de los años 1960 se intensifican una serie de cambios sociales sobre la sexualidad humana y la condición de género, conocidos colectivamente como Revolución sexual. Derivado de esto, aparece el auge del cine de explotación más explícito que ya no se encontraba regulado por ninguna ley de censura y se consagraba como una expresión de la Primera Enmienda. Este auge cinematográfico se ve favorecido por la prevalencia del género criminal y policíaco en el gusto popular, la creciente aparición de contraculturas juveniles, la introducción explícita de la temática LGBT en el cine, la Era Blockbuster del cine y la intensiva producción de pornografía (Porno chic). Los parámetros legales sobre la prohibición de la pornografía en Estados Unidos se debilitan en el año 1957 con el dictamen que equiparaba el desnudo femenino pornográfico con el arte (Roth v United States), lo cual suavizó la moral americana y permitió la creación de películas sexploitation y películas sex comedy a partir de 1966, cuando el Código Hays es retirado oficialmente de la jurisdicción, obligando a las películas a ser clasificadas como "películas para adultos" (X-rated) cuando éstas contenían alusiones al sexo, el consumo de drogas o la violencia fuerte.

## Subgéneros
Los subgéneros del cine de explotación presentan un énfasis regular en detalles o elementos del filme creando una corriente cinematográfica marcada por la inclusión de dicho elemento (Ejemplo: el cine de artes marciales hace énfasis en las escenas recurrentes que incluyen la lucha y artes marciales).

### Biker
Biker es un subgénero del cine de explotación que se caracteriza por presentar en su argumento, personajes que pertenecen a un grupo rebelde de  motociclistas (bikers). En su temática incluye temas como el vandalismo, la delincuencia juvenil, el consumo de alcohol, el consumo de tabaco, la violencia física, el abuso sexual y los accidentes en carretera. Este género surge con el estreno de la película The Wild One (1954), protagonizada por Marlon Brando, dirigida por László Benedek y producida por Stanley Kramer. El cine biker tiene un enfoque hipermasculino que exalta la rebeldía o carácter fuerte del personaje principal. Este enfoque del cine de explotación se ubica entre los años 1950 a los años 1970.
Algunos títulos de este género incluyen películas son: Motorpsycho (1965), Hells Angels on Wheels (1967), Satan's Sadists (1969) y C.C. and Company (1970).

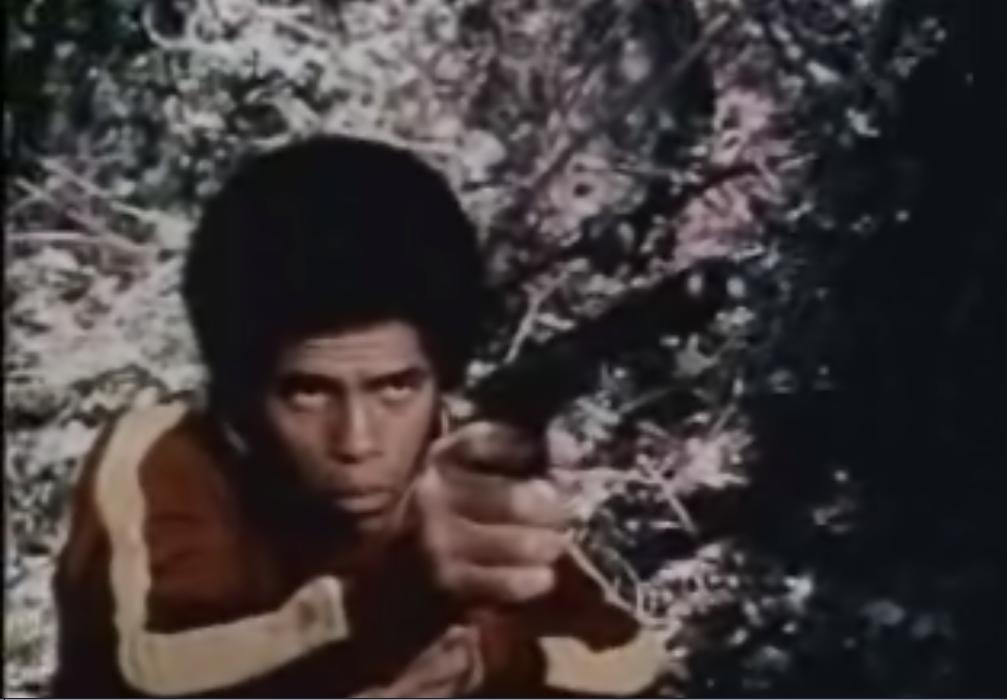
Escena de Black Samurai con Jim Kelly (1977).

### Blaxploitation
Blaxploitation (contracción inglesa de la alteración de black, que significa negro, y la palabra exploitation) es un subgénero del cine de explotación que se caracteriza por el énfasis en la intervención de personajes afroamericanos y su cultura. El blaxploitation es dedicado principalmente a hacer referencia a la cultura del Black Pride (Orgullo Negro), sentido semi-chauvinista de orgullo racial que pretendía la integración de los afroamericanos en la sociedad americana integrada predominantemente por blancos. Entre su temática incluye la violencia física, la violencia cómica, la utilización de armas, el tráfico y consumo de drogas, el asesinato, el erotismo y el semidesnudo. El blaxploitation fue popular a finales de los años 1960 y en los años 1970, contribuyendo a la popularidad de la cultura afroamericana. Este género derivó en la popularidad de géneros musicales como el soul, el funk y el disco, y la popularidad de la moda vulgar afroamericana como la utilización de peinados afro. El blaxploitation suele exaltar un orgullo o superioridad de las personas afroamericanas, aunque también suele ser una parodia o "propia versión racial" de obras producidas por otras razas, como la película Black Samurai (1977), que hace una parodia o figuración de cómo sería un samurái afroamericano.
Se considera a la película The Slender Thread (1965), protagonizada por Sidney Poitier como una película precursora del blaxploitation. Algunas películas pertenecientes a este subgénero son: Las noches rojas de Harlem (1971), Blacula (1972), The Thing with Two Heads (1972), Super Fly (1972), Sugar Hill (1974), Foxy Brown (1974), Black Samurai (1977), Jackie Brown (1997) y Black Dynamite (2009).

### Britsploitation
Britsploitation (contracción de british, que significa británico, y exploitation) es un subgénero del cine de explotación que incluye elementos de la ficción de horror, el cual se caracteriza por la presentación de argumentos y contextos relacionados con el territorio británico. Este género cinematográfico se caracteriza por la presentación de la violencia explícita y el gore. Este enfoque del cine de explotación basa sus argumentos en los argumentos fílmicos y televisivos producidos por Hammer Film Productions entre los años 1960 y los años 1970, dichas producciones incluían elementos de la ficción de horror clásica basada en la literatura de horror y las creencias populares sobre la sobrenaturalidad de la muerte y los monstruos. Hammer Film Productions se caracterizó por crear argumentos de terror localizados en el territorio británico, y a manera de homenaje, el britsploitation se basa regularmente en sus argumentos.
Algunos títulos de este subgénero incluyen Let Sleeping Corpses Lie (1974) y An American Werewolf in London (1981).

### Bruceploitation
Bruceploitation (contracción de Bruce, en referencia a Bruce Lee, y exploitation) es una corriente cultural del cine de explotación surgida en la década de 1970, dedicada específicamente a retratar los eventos biográficos de la vida de Bruce Lee. Este género se vale completamente de la utilización de imitadores look-alike que comparten varias semejanzas con el personaje original; diversas productoras de medios audiovisuales en China continental, Hong Kong y Taiwán (países en los que Bruce Lee y su legado seguían vigentes y eran altamente populares), se dedicaron a contratar artistas marciales con semejanzas a Bruce Lee, lanzándolos al mercado con nombres artísticos similares como los actores: Bruce Li, Bruce Le, Bruce Light, Bruce Lai, Bruce Liang y Dragon Lee. Este género aparece después de la muerte de Bruce Lee en el año 1973, iniciando con películas sensacionalistas dedicadas a retratar los eventos biográficos de la vida de Bruce Lee como en Bruce Lee’s Secret (1979) y Bruce's Fist of Vengeance (1984). En años posteriores, el bruceploitation únicamente explotó la imagen de Bruce Lee en argumentos que no se relacionan en lo absoluto con la vida del personaje como en The Dragon Lives Again (1977) y The Clones of Bruce Lee (1981).

### Cannibal
Cannibal (Caníbal) es un subgénero del cine de explotación que se caracteriza por mostrar escenas gráficas de violencia, que surgen de un argumento relacionado con el canibalismo humano entre diferentes culturas étnicas de las selvas de Asia, América y África. El argumento del cine cannibal aparece como un documental aparentemente realista que es producido por exploradores que se internan en regiones remotas de las selvas inexploradas de América del Sur, Asia y África central para estudiar los comportamientos tradicionales de las culturas endémicas de la zona. El argumento descubre que entre sus prácticas tradicionales se encuentra el canibalismo humano. El cine caníbal es considerado como cine de culto que incluye escenas gráficas de violencia explícita del gore hacia animales o humanos. Este enfoque cinematográfico fue popular en el cine italiano de los años 1970 y 1980.
Las películas más conocidas de este subgénero son: Ultimo mondo cannibale (1977), The Mountain of the Cannibal God (1978) Cannibal Holocaust (1980) y Eaten Alive! (1980).

### Cautionary

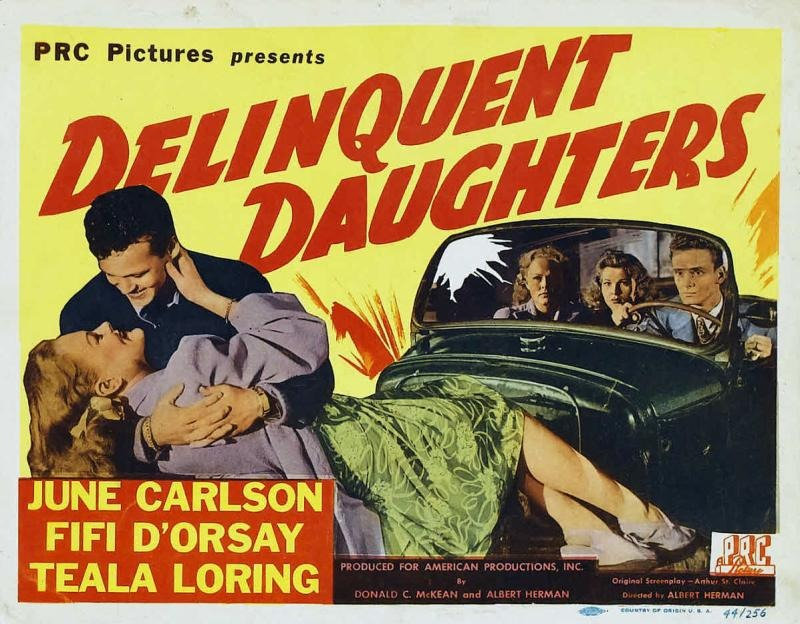
Promocional de Delinquent Daughters (1944).

Cautionary o Precautorio fue uno de los primeros enfoques del cine de explotación entre los años 1930 y 1940, durante los años de falta de censura en la cinematografía o periodo del Pre-Code de Hollywood. El cine cautionary es influenciado por la temática de la ficción de explotación habitual en la publicación de revistas de formato pulp, el cual normalmente involucraba elementos lascivos en su temática, como el sexo explícito, la violencia y el consumo de drogas.
Las películas precautorias aparecen como películas con moraleja que abordaban los supuestos peligros relacionados con temas considerados tabú para la época, como el sexo, el consumo de drogas, el aborto, el mestizaje, las relaciones interraciales, las relaciones prematrimoniales, la delincuencia, el consumo de alcohol, la prostitución, la infidelidad, la violencia y la homosexualidad. Su difusión fue permitida debido a que no existieron parámetros de censura en la producción audiovisual sino hasta los años 1940, con la estipulación del Código Hays que regulaba lo que era permitido en la difusión audiovisual. Otra razón que permitió su difusión era que alegaban ser educativas, esperando ser tomadas como una referencia a lo que no estaba permitido hacer dentro de la sociedad. Este género magnificaba los problemas moralmente inaceptables que se presentaban en la sociedad, presentándolos de una manera lasciva que gustaba a la audiencia por su carácter "prohibido", lo que derivaba en un gran éxito financiero.
Las películas más conocidas de este género son: Reefer Madness (1936), Marihuana (1936) y Mom and Dad (1947).

### Carsploitation
Carsploitation (contracción de la palabra inglesa car, que significa automóvil, y exploitation, que significa explotación) es un subgénero del cine de explotación que se caracteriza por presentar un argumento enteramente basado en la conducción de automóviles, argumento que frecuentemente incluye las carreras clandestinas de automóviles, el robo de autos, accidentes automovilísticos, el escape de la justicia, la violencia física y la delincuencia. En sus primeros enfoques entre los años 1970 y 1980 muestra conductores de muscle cars que solían exceder los límites de velocidad; en los enfoques contemporáneos del carsploitation muestra automóviles modificados especialmente para alcanzar velocidades altas. Otros elementos adicionales del carsploitation suelen incluir la modificación de automóviles, el tune-up y el drifting. 
Algunas películas de este género son: Vanishing Point (1971), Mad Max (1979), The Blues Brothers (1980), Dead End Drive-In (1986), The Hitcher (1986), Death Proof (2007).

### Cine de catástrofe
El cine de catástrofe es un género cinematográfico que presenta cualquier tipo de desastre o tragedia en el clímax de la película. Este género es variado, ya que puede hablarse de cualquier tipo de catástrofe, como un desastre natural, el fallo en la maquinaria de un transporte o inclusive el fin del mundo (probablemente desencadenando la muerte de algunos o todos los personajes del filme). Tuvo su mayor auge en las décadas de 1970, 1990 y 2000.
Algunas variantes de este género son el cine apocalíptico, el posapocalíptico y el distópico.

#### Cine apocalíptico
El cine apocalíptico es un género cinematográfico, variante de la ficción de horror y el cine de catástrofe, que se caracteriza por presentar un argumento que se desarrolla en un contexto en el que ocurre algún tipo de Apocalipsis, en el que la destrucción del mundo o la humanidad es inminente. Puede incluir diversos argumentos sobre la concepción del fin de los tiempos que pueden incluir una hipótesis de carácter teológico, como la percepción religiosa del juicio final o el rapto. Algunos elementos frecuentes del cine apocalíptico son: la extinción por sucesos naturales (colisión de un asteroide con la Tierra, pandemias o efectos climáticos por el calentamiento global y el cambio climático) la extinción por sucesos provocados por el hombre (rebelión de las máquinas, la Tercera Guerra Mundial y la guerra nuclear) y otras causas relacionadas con la mitología (invasión extraterrestre, Apocalipsis zombie, etc.).

#### Cine posapocalíptico
El cine post-apocalíptico es una variante del cine apocalíptico que presenta un argumento localizado en un contexto futurista dentro de una sociedad devastada en la que solo quedan algunos ejemplares humanos. La reducción en la población suele ser determinada por factores humanos o biológicos como la dominación de las máquinas, la contaminación o el apocalipsis zombi. El cine posapocalíptico suele incluir elementos del cine gore y la utilización de armas entre los personajes para la protección de los mismos contra peligros desconocidos para el espectador.

#### Cine distópico
El cine distópico es una variante del cine apocalíptico que se caracteriza por presentar un carácter distópico en el que existe una sociedad avanzada de organización política totalitaria o anárquica sobre un contexto en el que la organización política, la estructura social, el conocimiento o el desarrollo científico ha cambiado de una manera súbita, desencadenando un desarrollo negativo de la sociedad del futuro. El cine distópico suele hacer referencia a la violencia explícita y la utilización de armas.

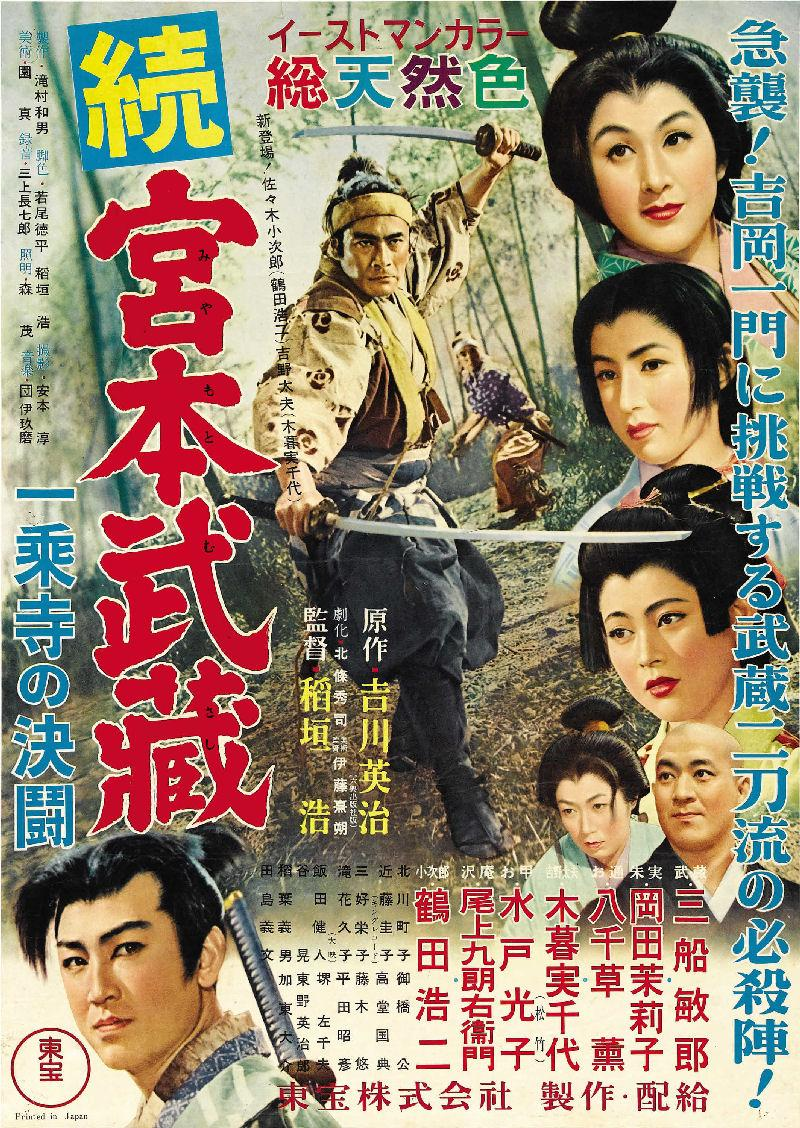
Promocional de Samurai II: Duel at Ichijoji Temple (続宮本武蔵) (1955).

### Cine de artes marciales
El cine de artes marciales es un género cinematográfico que se caracteriza por presentar escenas que contienen movimientos y acrobacias propias de las artes marciales (normalmente el karate y el kung-fu), frecuentemente mostrando tales movimientos de una manera irreal o magnificada que sobrepasa las capacidades físicas de una persona del mundo real. Este tipo de enfoque fílmico suele incluir la violencia física, el asesinato y la mafia como elementos secundarios del argumento de la película. Además de incluir elementos de la explotación, suele tener un argumento de enseñanza que refleja la superioridad de la mente, la capacidad del cuerpo, la concentración y la armonía del cuerpo y la mente. El género de las artes marciales en el cine internacional fue popular entre la década de los 60 y los 80 con artistas como Bruce Lee y Jackie Chan. 
Algunas películas de este género son: Shaolin Temple (1982), The Karate Kid (1984), Bloodsport (1988) y Mortal Kombat (1995).

### Cine deRumberas
El Cine de rumberas es un género cinematográfico que floreció en el Cine mexicano durante la conocida como Época de Oro del cine mexicano en los años 1940 y 1950. El género es un curioso híbrido que muestra elementos del Cine negro, el Cine social y el cine musical hollywoodiense de los años 1930. Se le conoce así porque sus principales exponentes eran las llamadas rumberas, bailarinas de rumba, mambo y otros géneros musicales afroantillanos. Las cintas de este género mostraban la vida de mujeres de la noche (cabareteras y prostitutas), generalmente en historias donde una mujer inocente era mancillada por la perversión, y por consiguiente, arrastrada a la perdición, pero que encontraba la redención a través de sus bailes exóticos. Entre 1938 y 1965 se realizaron varias decenas de películas de este género en el Cine mexicano, alcanzando una enorme popularidad y éxito de taquilla. Sus principales exponentes fueron las rumberas cubanas Rosa Carmina, Ninón Sevilla, Amalia Aguilar y María Antonieta Pons, así como la mexicana Meche Barba. Uno de sus principales promotores fue el cineasta español Juan Orol, famoso también por la realización de películas de gánsteres consideradas de culto en Latinoamérica.
Algunos ejemplos de este género son Aventurera (1949), La reina del mambo (1950), Victimas del pecado (1950) o Sandra, la mujer de fuego (1954).

### CineSamurái
El cine samurái o chambara (チャンバラ) es un tipo de cinematografía tradicional de Japón que se caracteriza por incluir personajes samurái en el argumento del filme, normalmente en un contexto histórico que va desde el origen del samurái en el siglo X hasta el siglo XVII. Los elementos del cine samurái incluyen argumentos simples acompañados de recurrentes escenas de violencia física exagerada. El cine samurái también incluyen otros elementos como el asesinato, la utilización de armas, el erotismo, el sexo explícito, la mafia y el crimen. La popularidad de este género fue entre la década de los 50 y la década de los 70, época de auge en la producción fílmica en Japón.
Algunos ejemplos de este género son: Seven Samurai (七人の侍) (1954), Throne of Blood (蜘蛛巣城) (1957), Ran (乱) (1985), The Twilight Samurai (たそがれ清兵衛) (2002), The Last Samurai (2003) y “47 rōnin” 2013.

### Eco-terror

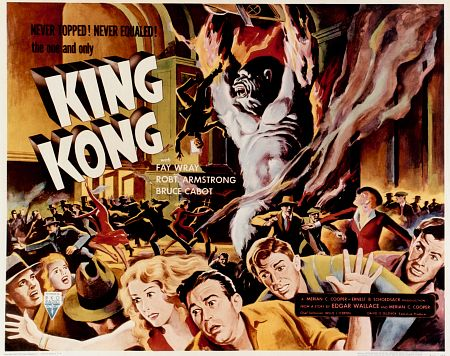
Promocional de King Kong (1933).

El Eco-terror (Terror ecológico) es un subgénero del cine de explotación y la ficción de horror que se caracteriza por presentar un individuo o grupo de individuos de determinada especie animal de una forma agresiva contra el humano, contrario al comportamiento que la especie presenta en la naturaleza. Este enfoque cinematográfico suele contener elementos del cine gore, utilización de armas y representación de la muerte y el maltrato animal. El argumento de este género cinematográfico del cine de terror recae en un argumento ficticio en el que la especie animal de la que se habla ha evolucionado, ha sido genéticamente manipulada, presenta ira contra el humano o simplemente deseó atacar. Este género normalmente hace énfasis en la monstruosidad o la superanormalidad improbable de una especie, exagerando su comportamiento natural y sus características físicas para convertirlo en un "monstruo". Este género frecuentemente recurre a animales carnívoros, aumentando el terror en el espectador al introducirle la posibilidad de ser devorado por alguna de esas especies carnívoras. El género del eco-terror surge en la década de los 30 con la premier de la película King Kong en el año de 1933. 
Algunos títulos pertenecientes a este género son: King Kong (1933), The Birds (1963), Jaws (1975), Orca (1977), Alligator (1980), Cujo (1983), Monster Shark (1984) y Piranha (1978).

### Gaysploitation
Gaysploitation (contracción de la palabra gay y exploitation) es un subgénero del cine de explotación que se caracteriza por la representación del homoerotismo masculino en escenarios meramente sexuales, relacionados con un argumento dramático. A diferencia del cine romántico convencional que trata la homosexualidad en un plano relacionado con los sentimientos y las emociones, el gaysploitation se enfoca principalmente a retratar la vida sexual de los personajes. Este tipo de cine surge como parte del new queer cinema e incluye temas como el desnudo, el sexo explícito, el abuso sexual, la prostitución masculina, el cruising, el sida, el BDSM, el HSH, la hipermasculinidad, los bares underground y diversas identidades gay como el leather, el bear y el twink.
Algunas películas de este género incluyen: The Meatrack (1970), Song of the Loon (1970), Cruising (1980), My Own Private Idaho (1991), Hustler White (1996) y The Fluffer (2001).

### Giallo
El Giallo (traducido del idioma italiano como 'amarillo', el color de la tapa de una afamada colección de novelas políciacas) es un subgénero del cine thriller de la  ficción policiaca que surge como una variante italiana que combinaba la esencia del noir inglés y el hard boiled americano. El cine giallo rodea la ficción criminal de policías y detectives, basando su argumento en las utilización de armas, el crimen, la mafia, el asesinato, la desnudez y la violencia física. También pueden presentarse elementos sobrenaturales. El giallo surge como una temática en la literatura pulp italiana, pero evoluciona en la década de los años 1970 como un género cinematográfico.
Algunos títulos de este género son: L'uccello dalle Piume di Cristallo (1970), Il Gatto a Nove Code (1971), 4 Mosche di Velluto Grigio (1971), Don't Look Now (1973), Suspiria (1977) y Giallo (2009).

### Gore
El gore es un subgénero cinematográfico de la ficción de horror que se enfoca principalmente a la muestra de escenas sádicas en las que es posible apreciar la violencia explícita, el asesinato y el desmembramiento de algún individuo. El gore depende completamente de la manipulación del maquillaje y efectos especiales para que produzca una sensación de horror y credibilidad en la audiencia, frecuentemente es complemento de otros géneros cinematográficos en los que se incluye la muerte y el asesinato. La característica del gore es que presenta recurrentes escenas gráficas que son indispensables para la construcción del argumento de la película. El género tiene orígenes anteriores al periodo del Código Hays, pero su popularidad se rastrea entre los años de 1970 a los años de 1980, teniendo un segundo periodo de popularidad entre los años 1990 y la actualidad. La temática del cine gore es variada, puede incluir la masacre, el asesinato múltiple, la decapitación, el canibalismo, la tortura y el asesinato con armas. Se incluye como elemento fílmico en otros subgéneros del cine de explotación como el Cannibal, el Mondo, el Giallo y el Slasher.

### Jewsploitation
Jewsploitation (contracción de jew, inglés para judío, y exploitation) es un subgénero de la ficción de explotación que se caracteriza por presentar personajes de religión judía y la cultura que implica la pertenencia a esa religión. El Jewsploitation es una forma cinematográfica comparable con el Blaxploitation. Algunas películas del jewsploitation tienen una temática seria que hace referencia al Holocausto nazi durante la Segunda Guerra Mundial, pero normalmente tienen un carácter irreverente y cómico que exalta o se burla de la cultura judía. Suele incluir la violencia física, la comedia física, la utilización de armas, el erotismo y el asesinato.
Algunos ejemplos son The Believer (2001), The Hebrew Hammer (2003), You Don't Mess with the Zohan (2008) e Inglourious Basterds (2009).

### Mexploitation
Mexploitation (contracción de México y exploitation) es un subgénero del cine de explotación que se caracteriza por presentar argumentos relacionados con la cultura mexicana. El cine mexploitation suele tener un carácter lascivo relacionado con la problemática actual de la guerra contra el narcotráfico en México. El mexploitation también incluye en su argumento distintas temáticas como el tráfico de droga, la utilización de armas, el robo de dinero, el erotismo, el consumo de alcohol, el sexo explícito y los conflictos fronterizos con Estados Unidos. El mexploitation suele exagerar el estereotipo de un mexicano, al exaltar sus respuestas violentas, su frecuencia en el consumo de alcohol o su masculinidad.
Algunos títulos de este género son: El Mariachi (1992), Once Upon a Time in Mexico (2003), Bandidas (2006), Planet Terror (2007), El Infierno (2010), Miss Bala (2011), Get the Gringo (2012) y Savages (2012).

### Mondo
Mondo, Mundo o Shockumentary es un subgénero del cine de explotación y la cinematografía documental que se caracteriza por presentar temas sensacionalistas sobre las costumbres étnicas en diferentes lugares exóticos. El shockumentary es un documental falso, similar al cannibal, que presenta la investigación de exploradores que se internan en las costumbres tradicionales de las culturas étnicas alejadas de la urbanidad. Normalmente presentan una temática que involucra la masacre, el sacrificio humano y el canibalismo. Suele contener características del gore y presenta material gráfico explícito de violencia y asesinato. 
Algunos títulos pertenecientes a este género son: Mondo cane (1962), Shocking Asia (1974) y Faces of Death (1978).

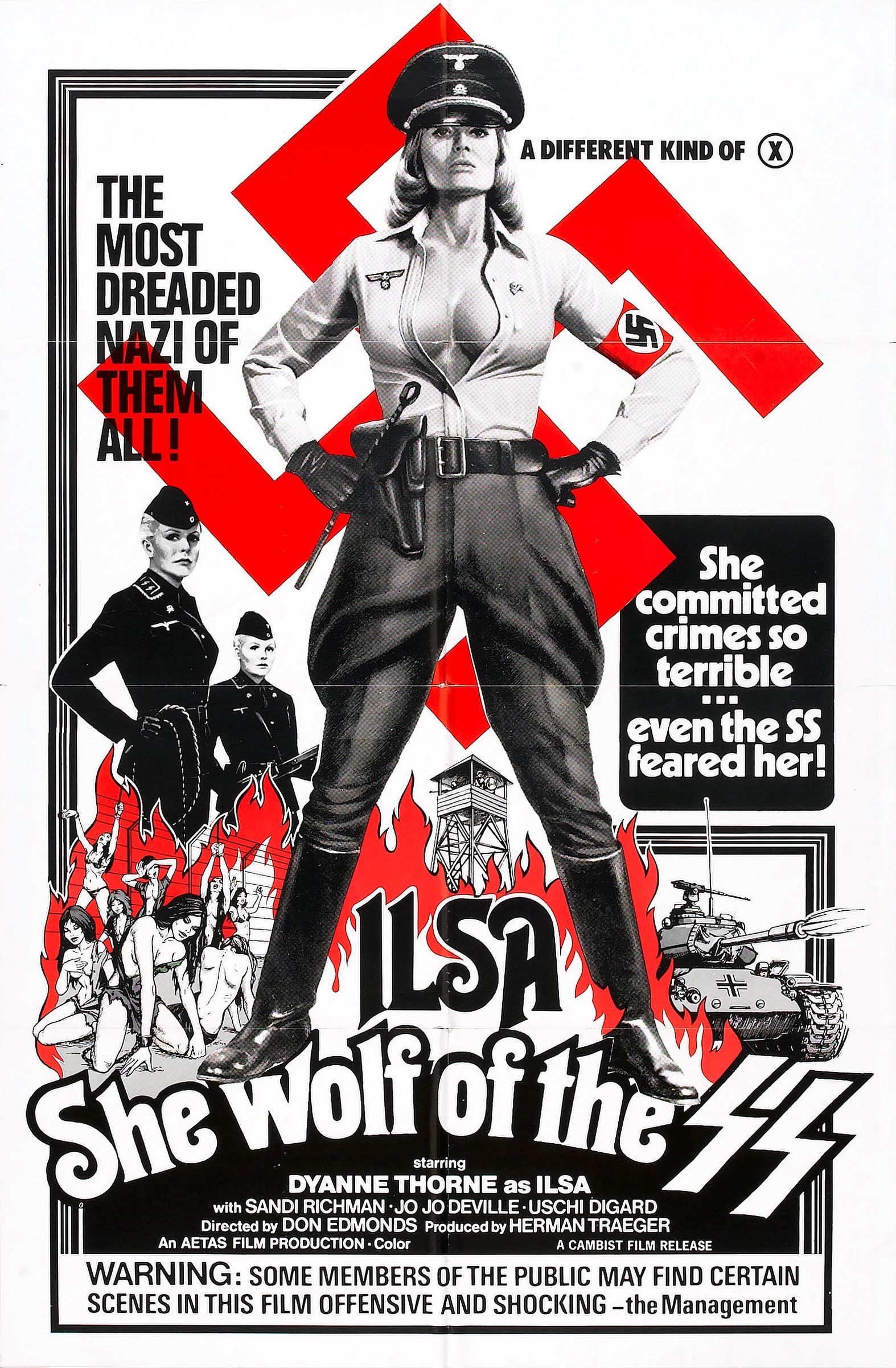
Cartel promocional de Ilsa, She Wolf of the SS (1975).

### Nazi exploitation
Nazi exploitation es un tipo de género cinematográfico que presenta personajes relacionados con el Nazismo que cometen crímenes de naturaleza sexual dentro de un contexto de la Segunda Guerra Mundial, normalmente involucrando oficiales o miembros militares que pertenecen a la conformación de las tropas alemanas del Partido Nacionalsocialista. Este género presenta distintos elementos eróticos como el sexo explícito, la práctica de fetichismos sexuales, el BDSM, la violencia física, la utilización de armas y el asesinato.
La primera película de este género fue Love Camp 7 (1969), seguida por otros títulos como: Ilsa, She Wolf of the SS (1975), Salón Kitty (1976) y SS Experiment Camp (1976).

### Nunsploitation
El Nunsploitation (contracción de la palabra inglesa nun, que significa "monja" y exploitation) es un subgénero del cine de explotación, enfocado al sexploitation, que se caracteriza por presentar monjas envueltas en situaciones sexuales o violentas. Normalmente incluye la utilización de armas, el BDSM, el abuso sexual, el tráfico de armas, el tráfico de drogas, el asesinato, el crimen y el sexo explícito. Es de gran respuesta social por presentar a miembros religiosos en situaciones irreales relacionadas con el sexo y la violencia, contrario a los votos religiosos y a la vida de recato que deben llevar en la práctica de su fe.
Algunos títulos de este género son: The Devils (1971), Killer Nun (Suor Omicidi) (1978), School of the Holy Beast (聖獣学園) (1974) y Nude Nuns with Big Guns (2010).

### Pinku eiga
El Pink eiga (ピンク映画), Pinky Violence (Violencia rosa) o película rosa es un género cinematográfico japonés que se caracteriza por presentar argumentos que incluyen escenarios eróticos o violentos en los que intervienen elementos como el asesinato, el sexo explícito, el abuso sexual, el secuestro y el BDSM. Presentan argumentos eróticos que contienen apariciones recurrentes de sexo explícito, en los que participan personajes de carácter rebelde o promiscuo. El género del Pinku Eiga se vuelve popular en la década de los 70. 
Algunos títulos pertenecientes a este género son: Daydream (白日夢) (1964), Go, Go, Second Time Virgin (ゆけゆけ二度目の処女) (1969), Sex & Fury (不良姐御伝 猪の鹿お蝶) (1973) y Ambiguous (曖昧) (2003).

### Rape/Revenge
El Rape/Revenge o Violación/Venganza es un subgénero de exploitation y la ficción de suspenso que presenta un argumento común entre sus películas, iniciando con una mujer que es abusada sexualmente, que se rehabilita y que termina asesinando a la persona que abusó de ella. Este enfoque del cine de explotación recurre al sexo explícito, el erotismo, el abuso sexual, la violencia física, la utilización de armas, el gore y el asesinato para la construcción de su argumento principal.
Algunos títulos de este género son: Thriller: A Cruel Picture (1974), Lipstick (1976), I spit on your grave (1978) y The Accused (1988).

### Sexploitation

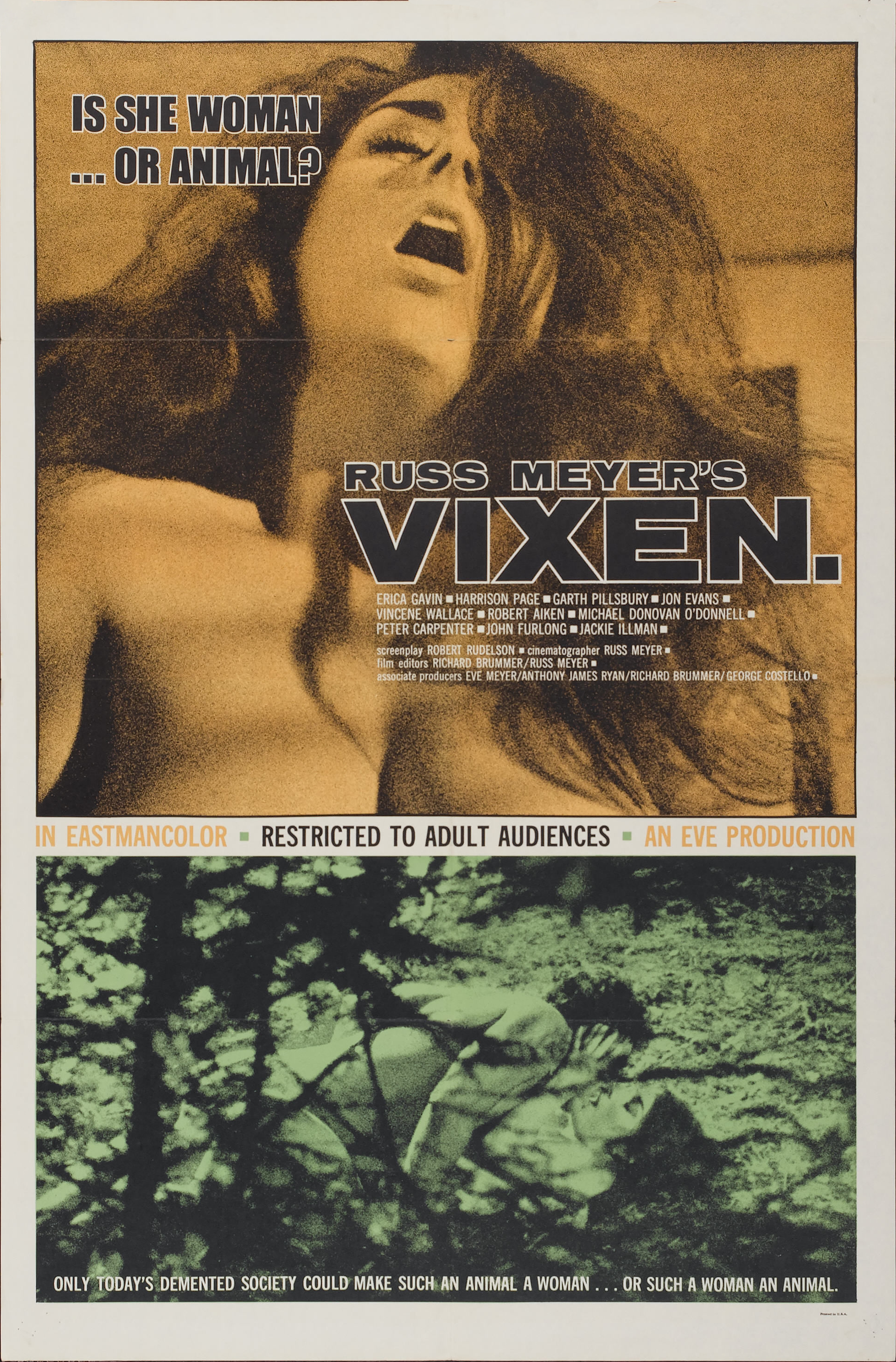
Afiche del famoso sexploitation Vixen! (1968), de Russ Meyer.

El sexploitation utiliza la desnudez y la sexualidad —aunque sin actos sexuales explícitos— como principal atractivo y tuvo un amplio desarrollo en la cinematografía estadounidense desde aproximadamente 1960 hasta finales de la década de 1970. El surgimiento del sexploitation marcó un punto de inflexión y provocó la desaparición del exploitation «clásico», ya que, a diferencia de éste, no pretendía justificar su contenido como educativo, sino que adoptaba un tono deliberadamente irónico o humorístico. La categoría suele analizarse en el contexto de su auge en los años 1960 en Estados Unidos, marcado por la consolidación de la sociedad de consumo, los cambios culturales de la llamada revolución sexual y una nueva mercantilización del deseo masculino, con Playboy como ejemplo emblemático. En un contexto marcado por las restricciones censuradoras y el debate sobre la obscenidad, las películas de sexploitation no solo se beneficiaron de la controversia regulatoria, sino que también ayudaron a moldear una nueva visión de los públicos del cine para adultos, jugando un papel clave en la redefinición de los límites de lo aceptable en el cine. Algunos directores destacados del género Estados Unidos son Russ Meyer, Doris Wishman, Radley Metzger y Joseph W. Sarno. La producción de las películas sexploitation tuvo lugar principalmente en Los Ángeles y Nueva York, y en menor medida, los estados de Florida y Texas. Con el correr de los años 1960, el número de películas se volvió tan alto que el género desarrolló su propio circuito de distribución y exhibición, y para finales de la década algunas habían mejorado lo suficiente su calidad como para llegar a exhibirse en cines convencionales. El declive del género llegó a finales de los años 1970, cuando el contenido del sexploitation fue absorbido por el cine mainstream. Otros factores determinantes incluyeron la disminución de las salas de cine para adultos, incluyendo la desaparición de los autocines, y la llegada de la distribución por video.

### Slapstick
El cine slapstick es un subgénero de la comedia que surgió con los primeros enfoques de la cinematografía, que florece en la década de los 20. El slapstick presenta rutinas cómicas en las que el protagonista sufre accidentes que naturalmente producirían dolor, pero que en pantalla no presentan consecuencias reales. También poseen otros elementos como un desenfoque de la realidad y situaciones imposibles. El slapstick suele incluir violencia irreal que en la ficción no produce efectos mortales, pero que si se reproduce en el mundo real, podría causar efectos mortales. El slapstick también es contenido en los dibujos animados que aparecieron entre los años de 1910 a 1940. El slapstick es un elemento fundamental en la formación del humor americano. 
Algunos títulos contemporáneos del slapstick son: George of the Jungle (1997), Flubber (1997) y Norbit (2007).

### Slasher
El Slasher (traducido del inglés como acuchillador o tajador) es un subgénero del cine de explotación y el cine thriller que se caracteriza por mostrar una trama común en el argumento de la película en el que participa un psicópata que asesina brutalmente a un grupo de adolescentes. Como detalle complementario incluye el sexo prematuro y el consumo de drogas entre los personajes. El slasher obtiene gran popularidad a partir de la década de los 70. Suele incluir elementos del cine gore y la ficción de horror.
Algunos títulos de este género son: Halloween (1978), Friday the 13th (1980), Prom Night (1980), My Bloody Valentine (1981), A Nightmare on Elm Street (1984) y Child's Play (1988).

### Spaghetti Western
Spaghetti Western (traducido como historia del Oeste de spaghetti, utilizado originalmente en sentido  despectivo hacia los directores italianos que dirigían historias ambientadas en el oeste americano) es una corriente del cine de explotación basada en la cinematografía del western americano. El spaghetti western es una adaptación europea, concretamente italiana, de las películas western de la década de los 40 y 50 que se produjeron en América, corriente que apareció en los años 1960 con el surgimiento de la cinematografía y estilo distintivo de Sergio Leone. Este estilo se ve alimentado por el estilo creado por Sergio Leone y Ennio Morricone en la Trilogía del dólar, una serie de películas que incluyó A Fistful of Dollars (1964), For a Few Dollars More (1965) y The Good, the Bad and the Ugly (1966).
Algunos títulos de este género incluyen: Once Upon a Time in the West (1968) y Django (1966). Otro estilo de este género incluyó el Zapata Western, el cual retrataba un contexto relacionado con la revolución mexicana como Duck, You Sucker! (1971).
Destacan en este género actores como Clint Eastwood (saltando a la fama tras la Trilogía del dólar), Franco Nero y Lee van Cleef.

### Stoner
Stoner o Stonersploitation (del inglés stoner, "porrero") es un subgénero del cine de explotación y de la comedia cinematográfica que gira en torno al consumo de cannabis. Un gran exponente del subgénero son las películas del dúo Cheech y Chong.

### Teensploitation
Teensploitation (contracción del inglés teen, que significa "adolescente", y exploitation ) es un subgénero del cine de explotación que se caracteriza por mostrar a personajes adolescentes o adultos jóvenes en situaciones eróticas o violentas. El teensploitation suele incluir diversos temas que determinan la construcción de su argumento como el consumo de drogas, el erotismo, el homoerotismo, el amor erótico, el sexo explícito, el abuso sexual, la delincuencia juvenil y el asesinato.
Algunos títulos pertenecientes a este género son: Carrie (1976), Kids (1995), Bully (2001), Ken Park (2002) y River's Edge (2004).

### Turksploitation
Turksploitation (contracción de turkish, turco, y exploitation) es un término semihumorístico empleado a veces para designar un gran número de "remakes" no autorizados de películas hollywoodienses (o mockbusters) que fueron producidos en Turquía durante las décadas de 1970 y 1980. Se caracterizan por su bajo presupuesto, su poca fidelidad al argumento original y por reutilizar escenas y bandas sonoras de otras películas.
Algunos títulos populares son: Ayşecik ve Sihirli Cüceler Rüyalar Ülkesinde o El mago de Oz turco (1971); 3 Dev Adam o Capitán América y El Santo contra Spider-Man (1973) —película de acción en la que El Santo y Capitán América son dos agentes estadounidenses contactados por la policía turca para detener a una banda criminal liderada por Spider-Man—; Dünyayi Kurtaran Adam o Star Wars turco (1982) —"adaptación libre" de Star Wars: Episodio IV - Una nueva esperanza que utiliza la música de Star Wars, Indiana Jones, Battlestar Galactica, El planeta de los simios, Moonraker y Flash Gordon—, y Badi o el E.T. turco (1983).

### Webcamploitation
El webcamploitation se caracteriza por grabar películas con una webcam. En 2014 se estrenó Open Windows dirigida por Nacho Vigalondo y en 2018 se estrenó Searching dirigida por Aneesh Chaganty.

## Directores de cineexploitation
- Stephen Apostolof
- Dario Argento
- Mario Bava
- William «One Shot» Beaudine
- Armando Bó
- Giovanni «Tinto» Brass
- Tod Browning
- David Cardoso
- Roger Corman
- Wes Craven
- Joe D'Amato
- Ruggero Deodato
- Ernesto Díaz Espinoza
- Don Dohler
- David E. Durston
- Dwain Esper
- Michael y Roberta Findlay
- Jess Franco
- Lucio Fulci
- Samuel Fuller
- Víctor Gaviria
- William Girdler
- Frank Henenlotter
- Jack Hill
- Brad Jones
- Lloyd Kaufman
- Harmony Korine
- José Ramón Larraz
- Umberto Lenzi
- Sergio Leone
- Herschell Gordon Lewis
- Bruno Mattei
- Radley Metzger
- Russ Meyer
- Carl Monson
- Fred Olen Ray
- Ron Ormond
- Juan Orol
- Melvin Van Peebles
- Robert Rodríguez
- Jean Rollin
- George A. Romero
- Eli Roth
- Andreas Schnaas
- Lindsay Shonteff
- Juan Piquer Simón
- Jack Smith
- Ray Dennis Steckler
- Quentin Tarantino
- Emilio Vieyra
- John Waters
- Doris Wishman
- Ed Wood
- Jim Wynorski
- Rob Zombie
- Guy Hamilton